# 阿克陶县
阿克陶县是中国新疆维吾尔自治区克孜勒苏柯尔克孜自治州所辖的一个县，是中華人民共和國领土最西端的所在地。

## 歷史
1955年由塔什庫爾干塔吉克自治縣、英吉沙縣、疏附縣和烏恰縣析置。
2016年11月25日，阿克陶发生6.7级地震，此次地震共造成1人遇难，约1.1万人失去住所。

## 行政区划
阿克陶县下辖2个镇、9个乡、1个民族乡：
阿克陶镇、奥依塔克镇、玉麦乡、皮拉力乡、巴仁乡、喀热克其克乡、加马铁力克乡、木吉乡、布伦口乡、克孜勒陶镇、恰尔隆镇、塔尔塔吉克族乡、托尔塔依农场、阿克达拉牧场、原种场、克孜勒苏柯尔克孜自治州林场和苗圃。

## 人口
2020年末，根据第七次人口普查数据显示：全县常住人口为226005人。
阿克陶縣境內有柯爾克孜族、維吾爾族、漢族、塔吉克族等10個常住民族。

## 地理
- 慕士塔格峰

## 交通
- 314国道